# Harlan (Kentucky)
(Walter Tevis, L'uomo che cadde sulla Terra)
Harlan è una città degli Stati Uniti d'America, capoluogo della contea omonima, nello Stato del Kentucky.

## Storia
I primi insediamenti in questa zona risalgono al 1796, ad opera dei coniugi Samuel e Chloe Howard. Nel 1819, gli Howard donarono alla comunità quasi 5 ettari di terreno per fondare la contea di Harlan, che prese il nome dal pioniere Silas Harlan. Tuttavia, il paese inizialmente era noto come Mount Pleasant. Durante la Guerra di Secessione il generale Humphrey Marshall delle forze confederate occupò la cittadina, che venne ribattezzata Spurlock, diventando ufficialmente Harlan solo nel 1912

## Geografia fisica

### Clima
Secondo la Classificazione di Köppen, il clima in quest'area è subtropicale umido, ovvero caratterizzato da estati calde e umide e inverni da miti a freddi.